# コンスタンチン (ヴィテプスク公)
コンスタンチン（コンスタンチン・ベズルキー）（ロシア語: Константин Безрукий、生没年不明）は13世紀後半のクニャージ（公）である。1260年代にヴィテプスク公位にあった。また、所説あるが（後述）、1250年代にポロツク公位にもあった。

## 所説
コンスタンチンに関する史料は不十分であり、出自については複数の仮説がある。すなわち、ポロツク公ブリャチスラフの子とする説、ミンダウガス家のタウトヴィラスの子とする説、ゲルツィケ公フセヴォロド(ru)の子とする説、スモレンスク公ダヴィドの子とする説、『リヴォニア年代記』にのみ名がしるされるポロツク公ウラジーミルの子とする説、スモレンスク公家出身説などである。スモレンスク公家出身と推測する説の根拠は、『ホルモゴルィ年代記(ru)』中で父称をボリソヴィチと記されており、スモレンスク公ロスチスラフの聖名がボリスであったことによる。またこの場合、ロスチスラフの子でアレクサンドル・ネフスキーの娘婿であったコンスタンチンと同一人物の可能性がある。
コンスタンチンはポロツク公在位時、ラトガレの領土の一部をリヴォニア騎士団に譲渡した。1250年代末にはポロツク公位も喪失し、タウトヴィラスがポロツク公となった。ただし、A.クジミン(ru)は、ポロツク公位を失ったのは、1254年から1258年の間に死んだ同名の別の人物とみなしている。
通称であるベズルキー（腕無し）は、ポロツク（のちにトヴェリ）主教シメオン(ru)による、『トヴェリ主教シメオンの教訓(ru)』中の記述である。また、おそらく、コンスタンチンとシメオンは反目しあっていたと推測される。
コンスタンチンには2人の息子があり、名が後世に伝わっているミハイルは、のちにヴィテプスク公位に就いている。